# 池田千草
池田千草（1976年6月5日—）是日本的女性聲優。東京都出身。白百合學園中學校・高等學校、フェリス女學院大學音樂部聲樂學科畢業，東映動畫研究所出身，現在是自由身，曾隸屬於青二Production。

## 人物
一般多飾演惡女、動物、少年。在許多動畫作品中皆有不小的貢獻。

## 演出作品

### 電視動畫
- 阿貴（阿弟）
- 阿倍野橋魔法商店街（朋友D）
- 小魔女Doremi（花田志乃）
- 小女神花鈴（和音ーズA）
- 電童（重機獸潛水員）
- 星夢天使（小奈、山田美子）
- 鬼太郎第五部（千繪、女教師）
- 守護甜心!（都的母親）
- 櫻桃小丸子（山口百恵、通行人）
- 飛天小女警Z（白金姫子 / 多金公主）
- 戰鬥陀螺（少年リョウ）
- 宇宙人形17（山内直樹）
- 神奇寶貝（狃拉、胖丁）
- 爆裂戰士戰藍寶（シロ）
- 烘焙王（梓川水乃）
- 魔法咪路咪路（安娜、古田太）
- ONE PIECE（罌粟、黛西、村人、戦士）
- 战场女武神（飞天猪汉斯）
- 墓場鬼太郎（老婆婆、年輕女子、花子）
- 玩伴貓耳娘（老婆婆）
- 動物偵探奇魯米（古畑充、可倫波）
- 第一神拳（電話的聲音）

### OVA
- 守護月天（体育教師、町人A）
- 甜心戰士（スコープパンサー、タンクパンサー）